# 峰町 (横浜市)
峰町（みねちょう）は、神奈川県横浜市磯子区の町名。住居表示は未実施で、丁目は設けられていない。

## 地理
磯子区南部の内陸に位置する。面積は0.807km2である。
北から北西にかけて洋光台六丁目と港南区港南台八丁目、西は栄区上郷町、南から東にかけては磯子区氷取沢町、東は磯子区上中里町に接する。
町の北東から西に向けて小川に沿い路線バスの通る道があり、その両側に峯市民の森が開設されている（町名は「峰」であるが、市民の森は「峯」と表記）。町の東側は上中里町にまたがるゴルフ場「磯子カンツリークラブ」となっている。町の南部の円海山は標高153.3m。氷取沢市民の森と連なる広大な緑地で、山頂付近にはNHK横浜放送局のFM放送や海上保安庁などの電波通信施設の鉄塔が並ぶ。円海山は、「峯の灸」で知られる円海山清浄院護念寺の山号でもある。他に町内の神社仏閣は阿弥陀寺と峰白山神社がある。住宅は、主に洋光台や港南台に近い一帯に立ち並ぶ。

### 交通
町内に鉄道は通っていない。JR根岸線磯子駅から京急本線杉田駅前を経て峰の郷を結ぶ横浜市営バスの路線バスが概ね1時間毎に運行されており、町内にゴルフ場入口、坂下、更新橋、峰、峰の郷の5つの停留所が設けられている。根岸線洋光台駅から峯市民の森付近までは徒歩約20分。町内を南北に横浜横須賀道路が通り、町域の北に環状3号線と接続する港南台インターチェンジがある。

## 歴史
かつては武蔵国久良岐郡上郷村の一部で、正保年間（1645年 - 1648年）から元禄年間（1688年 - 1704年）頃に峰村が分村し成立したと考えられている。『新編武蔵風土記稿』によると、江戸日本橋から12里、東西12～13町、南北20町、家数18軒。農間余業は、薪や笹を大師河原塩田の製塩用に売却していたとある。村名については「此の辺山多しといえども、就中（なかんずく）、當所は高峯突兀（とつこつ）たり。故に此村名を得るとなり」と記されている。峰町と洋光台・港南台の境の尾根道は鎌倉古道の一つで、鎌倉の建長寺や円覚寺の禅僧が、梅林のある風光明美な杉田へと往来した。戦国時代には軍用道ともなった。町内の畑からは金屎と呼ばれる鉄屑が発見されており、この地に刀鍛冶がいたと考えられている。
阿弥陀寺の草創時期は不詳で、『新編武蔵風土記稿』によると鎌倉戦争の際に火災に遭い当地に移転したとある。1752年（宝暦2年）、長野山に阿弥陀寺の奥の院がつくられ、これが護念寺に改められたのは1771年（明和8年）と考えられている。長野山の山頂からは低い山並みがさざ波のように連なるように見えることから、いつしか円海山と呼ばれるようになり、護念寺の山号も円海山とされた。1808年（文化5年）に入山した五代目の万随が始めた灸の施術は広範囲から参詣客を集め、参道には茶店も立った。この灸は、古典落語の演目『強情灸』でも描かれるようになる。この地の鎮守神は現在の洋光台六丁目にあたる白山権現社であったが現存しない。
1889年（明治22年）4月1日、峰村と笹下村、日野村、矢部野村、田中村、栗木村、上中里村、氷取沢村が合併し日下村成立。1927年（昭和2年）4月1日には横浜市に編入、同年10月からは区制施行により磯子区の町名となる。
市営バスの通る道は関東大震災後の失業救済事業として施行され、1932年（昭和7年）に竣工。当初は県道であり、開通と同時期に杉田からの路線バスが運行を開始した。護念寺の入口の二軒の茶屋の下足番の収益をもとにし、寺の住職を会長として村の発展に寄与することを目的として設立された更新会は、県道が開通した際に、小川を渡り県道と東側の土地を結ぶ「更新橋」を架けた。この橋はバス停の名称にもなっている。
1955年5月には磯子カンツリークラブが開業（前年8月に、9ホールで仮オープン）。1970年には峰町の一部が洋光台一～六丁目に編入。1974年には峯市民の森が開園した。1979年12月には、街を縦断する横浜横須賀道路が開通した。

## 世帯数と人口
2025年（令和7年）6月30日現在（横浜市発表）の世帯数と人口は以下の通りである。
| 町丁 | 世帯数  | 人口  |
| ---- | ------- | ----- |
| 峰町 | 166世帯 | 373人 |

### 人口の変遷
国勢調査による人口の推移。
| 年                 | 人口 |
| ------------------ | ---- |
| 1995年（平成7年）  | 395  |
| 2000年（平成12年） | 357  |
| 2005年（平成17年） | 449  |
| 2010年（平成22年） | 442  |
| 2015年（平成27年） | 476  |
| 2020年（令和2年）  | 450  |

### 世帯数の変遷
国勢調査による世帯数の推移。
| 年                 | 世帯数 |
| ------------------ | ------ |
| 1995年（平成7年）  | 149    |
| 2000年（平成12年） | 134    |
| 2005年（平成17年） | 144    |
| 2010年（平成22年） | 130    |
| 2015年（平成27年） | 138    |
| 2020年（令和2年）  | 132    |

## 学区
市立小・中学校に通う場合、学区は以下の通りとなる（2024年11月時点）。
| 番・番地等 | 小学校                   | 中学校                   |
| ---------- | ------------------------ | ------------------------ |
| 全域       | 横浜市立洋光台第四小学校 | 横浜市立洋光台第二中学校 |

## 事業所
2021年（令和3年）現在の経済センサス調査による事業所数と従業員数は以下の通りである。
| 町丁 | 事業所数 | 従業員数 |
| ---- | -------- | -------- |
| 峰町 | 37事業所 | 409人    |

### 事業者数の変遷
経済センサスによる事業所数の推移。
| 年                 | 事業者数 |
| ------------------ | -------- |
| 2016年（平成28年） | 40       |
| 2021年（令和3年）  | 37       |

### 従業員数の変遷
経済センサスによる従業員数の推移。
| 年                 | 従業員数 |
| ------------------ | -------- |
| 2016年（平成28年） | 398      |
| 2021年（令和3年）  | 409      |

## その他

### 日本郵便
- 郵便番号 : 235-0044[3]（集配局：磯子郵便局[32]）

### 警察
町内の警察の管轄区域は以下の通りである。
| 番・番地等 | 警察署     | 交番・駐在所 |
| ---------- | ---------- | ------------ |
| 全域       | 磯子警察署 | 上中里交番   |